# Naoto (bailarín)
Naoto Kataoka (片岡 直人 Kataoka Naoto?,  Tokorozawa, Prefectura de Saitama, 30 de agosto de 1983), mejor conocido bajo su nombre artístico de Naoto (ナオト?), es un actor, bailarín y director creativo japonés. Es conocido por ser miembro del grupo Exile, así como también líder y bailarín de Sandaime J Soul Brothers. También fue miembro de Nidaime J Soul Brothers.

## Biografía
Kataoka nació el 30 de agosto de 1983 en la ciudad de Tokorozawa, Saitama. Se graduó de la Saitama Prefectural Tokorozawa High School y comenzó a interesarse en el baile tras convertirse en director del departamento de danza durante su tercer año de secundaria. En febrero de 2003, formó el grupo de baile Jazz Drug, el cual consistía en dos miembros masculinos (Naoto y Nabe) y uno femenino (Maiko). En 2004, Kataoka visitó Los Ángeles y recibió lecciones de coreógrafos de artistas tales como Britney Spears. Después de regresar a Japón, se desempeñó principalmente como bailarín suplente para diversos músicos.
En febrero de 2006, formó el quinteto de baile, Scream, mientras que el 10 de noviembre de 2007 se unió a Nidaime J Soul Brothers. El 1 de marzo de 2009, Kataoka se unió a Exile como bailarín. El 10 de noviembre de 2010, en paralelo con su trabajo en Exile, se convirtió en líder y bailarín de Sandaime J Soul Brothers. El 26 de octubre de 2015, Kataoka lanzó su propia marca de ropa, Seven. El 15 de abril de 2016, formó la unidad de hip-hop, Honest Boyz.

## Grupos
- Jazz Drug (febrero de 2003 - ¿?)
- Scream (febrero de 2006 - ¿?)
- Nidaime J Soul Brothers (10 de noviembre de 2007 - 1 de marzo de 2009)
- Exile (1 de marzo de 2009 - presente)
- Sandaime J Soul Brothers (10 de noviembre de 2010 - presente)
- Honest Boyz (abril de 2016 - presente)

## Filmografía

### Televisión
| Año  | Título                                                                             | Papel              | Cadena   | Notas                       | Ref.  |
| ---- | ---------------------------------------------------------------------------------- | ------------------ | -------- | --------------------------- | ----- |
| 2010 | Okagesamade!                                                                       | Tatsuhiko Kato     | CBC      |                             |       |
| 2010 | Spec –Keishichōkōanbu Kōan Daigoka: Mishō Jiken Tokubetsu Taisaku-gakari Jiken-bo– | Él mismo           | TBS      | Episodio 8                  |       |
| 2013 | Last Cinderella                                                                    | Tomonori Kashiwagi | Fuji TV  |                             |       |
| 2013 | Frenemy: Dobunezumi no Machi                                                       | Wataru Okajima     | NTV      | Coprotagonista con Shokichi |       |
| 2014 | Dear Sister                                                                        | Kuwana             | Fuji TV  | Episodio 9                  |       |
| 2016 | Night Hero Naoto                                                                   | Naoto              | TV Tokyo | Principal                   | [ 5 ] |

### Películas
| Año  | Título                              | Papel          |
| ---- | ----------------------------------- | -------------- |
| 2014 | Sakurasaku                          | Omori          |
| 2015 | Mango to Akai Kurumaisu             | Shota Igarashi |
| 2017 | HiGH&LOW THE MOVIE 2: End of Sky    | Jessie         |
| 2017 | HiGH&LOW THE MOVIE 3: Final Mission | Jessie         |

### Teatro
| Año  | Título                                         | Papel                                |
| ---- | ---------------------------------------------- | ------------------------------------ |
| 2008 | Crown Nemuranai Yoru no Hate ni...             |                                      |
| 2009 | Atakku No. 1                                   | Kanichi Yokokawa, Katsushiro Kashida |
| 2009 | Sono Tettō ni Otoko-tachi wa iru to iu         | Kiyuki                               |
| 2010 | Moshimo Kimi ga.                               | Yumoto                               |
| 2010 | Night Ballet                                   | Azuma                                |
| 2010 | Dance Earth: Negai                             | Kazu                                 |
| 2013 | Guitar o Machinagara –Yatta ze! Honda Special– |                                      |

### Anime
| Año  | Título                            | Papel          | Ref.  |
| ---- | --------------------------------- | -------------- | ----- |
| 2015 | Ghost in the Shell: The New Movie | Osamu Fujimoto | [ 6 ] |